# 구니타치역
구니타치역(일본어: 国立駅, くにたちえき, 쿠니타치 역)은 일본 도쿄도 구니타치시에 있는 철도역이다. 동일본 여객철도의 주오 본선(주로 주오 쾌속선) 열차가 정차하는 역이다. 주오 선과 무사시노 선의 화물지선(구니타치 지선 - 신코다이라역과 직결되는 단선철도)이 합류하는 지점이기도 하다.
입체화 공사가 진행 중이다.

## 타는 곳
| 1 | ■주오 선(쾌속) | 다치카와・하치오지・다카오・하이지마・오메 방면 |
| 2 | ■주오 선(쾌속) | 신주쿠・도쿄 방면                               |

## 인접역
| 동일본 여객철도 주오 본선    | 동일본 여객철도 주오 본선 | 동일본 여객철도 주오 본선  |
| ---------------------------- | ------------------------- | -------------------------- |
| JC 17 니시코쿠분지 도쿄 방면 | 주오 쾌속선 쾌속          | JC 19 다치카와 다카오 방면 |